# Distrito de Căușeni
El distrito de Căușeni es uno de los distritos en el sureste de Moldavia. 
Su centro administrativo (Oraș-reședință) es la ciudad de Căușeni. La otra ciudad importante es Căinari. 

## Demografía
En el censo 2014 el total de población del distrito fue de 81 185 habitantes.

## Subdivisiones
Comprende las ciudades de Căușeni y Căinari y las siguientes comunas:
- Baccealia
- Baimaclia
- Chircăiești
- Chircăieștii Noi
- Ciuflești
- Cîrnățeni
- Cîrnățenii Noi
- Copanca
- Coșcalia
- Fîrlădeni
- Grădinița
- Grigorievca
- Hagimus
- Opaci
- Pervomaisc
- Plop-Știubei
- Săiți
- Sălcuța
- Taraclia
- Tănătari
- Tănătarii Noi
- Tocuz
- Ucrainca
- Ursoaia
- Zaim